# Gouvernement d'Union Nationale de Transition
Gouvernement d'Union Nationale de Transition, eller GUNT, var en koalitionsregering af væbnede grupper som de facto ledte Tchad fra 1979 til 1982, under den mest kaotiske periode i den langvarige borgerkrig, som startede i 1965. GUNT erstattede Malloum-Habré-alliancen, som kollapsede februar 1979. Den nye regering var præget af indbyrdes striding, som førte til væbnede konfrontationer. I 1980 invaderede Libyen Tchad til støtte for GUNTs præsident Goukouni Oueddei mod GUNTs tidligere forsvarsminister Hissène Habré.
På grund af pres fra internationalt hold og det komplekse forhold mellem Goukouni og Gaddafi, bag førstnævnte Libyen november 1981 at forlade Tchad til fordel for en Inter-African Force (inter-afrikansk styrke) (IAF). IAF viste ingen vilje til konfrontation mod Habrés milits. I august 1982 kastede Habrés milits Goukouni, og Habré blev indsat som præsident.
GUNT, altid under ledelse af Goukouni, forblev en koalition af oppositionelle grupper med intentioner om at styrte Habré. Libyen kom igen til at spille en afgørende rolle, med massiv støtte til Goukouni, men GUNT var blevet en stedfortræder for Libyen i konflikten. Fra 1983, gennem en fransk intervention i Tchad, blev mulighederne for at styrte Habré nærmest blokerede, da Libyens og GUNTs kontrollerede områder var begrænset til det nordlige Tchad. Interne stridigheder og problemer med libysk støtte, arrestationen af Goukouni inkluderet, førte til GUNTs opløsning i 1986.